# Caridina multidentata
Caridina multidentata (лат.) — пресноводная креветка из семейства Atyidae отряда десятиногих ракообразных. Среди аквариумистов известна под названием креветка Амано.
Ранее этот вид назывался Caridina japonica De Man, 1892, но после того как выяснилось, что он был описан на 30 лет раньше, в 2006 г. был переименован в Caridina multidentata Stimpson, 1860.

## Описание
Длина тела самок 5 см, самцов 3,5 см. Полупрозрачное тело креветки по бокам покрыто красно-коричневыми крапинами размером ~0,3 мм, которые ближе к спине сливаются в прерывчатые красноватые линии. Спинная сторона светло-бежевая, по середине спины через всё тело от рострума до тельсона проходит белая полоса. Глаза коричневато-красные. Самки отличаются от самцов большими размерами, удлинёнными сегментами брюшка, защищающими располагающиеся на брюшных ножках (плеоподах) икринки, и более длинными линиями более мелких крапин.
Всеядна, но в основном питается водорослями. Продолжительность жизни до 4 лет.

## Среда обитания
Распространена в Японии, на Тайване, местами в Корее, интродуцирована на Мадагаскаре и Фиджи. Обитает в крупных реках на участках с каменистым грунтом.
Креветка Амано лучше всего себя чувствует при температуре от 18 °C до 28 °C. Они более активны при более высоких температурах, но при этом могут иметь более короткую продолжительность жизни. Они предпочитают рН от 6,5 до 7,5. Как и все ракообразные, они крайне не любят медь из-за наличия в их крови гемоцианина. 

## Размножение
Caridina multidentata спаривается в пресноводных ручьях и болотах. Самки креветок сигнализируют о готовности к спариванию, как и другие виды креветок, выпуская феромоны в воду, чтобы самцы следовали за ними. Оплодотворенные яйца откладываются и проходят личиночные стадии в солоноватой и соленой воде по мере их дрейфа в море. Личинки возвращаются из моря, когда достигают своей последней стадии роста, и остаются в пресной воде до конца своей жизни. Известно, что креветок Амано трудно разводить в неволе, однако, когда самки выделяют феромоны для спаривания, любые самцы, содержащиеся в том же аквариуме, начинают лихорадочно плавать вокруг в поисках самки «в течке».

## Аквариумное содержание
В начале 1980-х гг. была введена в аквариумную аквакультуру японским аквариумистом Такаси Амано и с тех пор стала популярной во всём мире аквариумной креветкой. Достаточное количество креветок в аквариуме способно эффективно очищать его от водорослей. Содержат этих креветок при температуре воды +22…+25 °C (выдерживают понижение температуры до +18 °C), pH = 6 — 8, жёсткости воды 5 — 20 dGH. Минимальный рекомендуемый объём аквариума 30 л. Мирные беспозвоночные, могут содержаться вместе с мелкими миролюбивыми стайными рыбами. Разводятся в неволе очень тяжело, так как личинки развиваются в солёной воде, которую не переносят взрослые креветки. Личинки становятся взрослыми и переходят к бентическому образу жизни в возрасте 45 дней.

### Питание
Считается, что креветки Амано могут питаться только водорослями в аквариуме, однако это не так. Креветки амано лучше всего развиваются при потреблении аквариумных водорослей, дополненных хлопьями спирулины и иногда животным белком в виде гранул, хлопьев, замороженных или живых дафний, мизисов и т. д. Также необходимо обеспечить наличие кальция, присутствующего в воде, кальций жизненно важен для ракообразных, чтобы они могли поддерживать свой экзоскелет.
- Самка с яйцами
- Яйца, диаметр 0,6 мм
- Однодневная личинка длиной около 1,5 мм